# Гаршино (Казахстан)
Га́ршино (каз. Гаршино) — село у складі району імені Габіта Мусрепова Північноказахстанської області Казахстану. Входить до складу Чистопольського сільського округу.
Населення — 273 особи (2021; 428 у 2009, 598 у 1999, 814 у 1989).
Національний склад станом на 1989 рік:
- росіяни — 42 %
- німці — 21 %.